# Российский союз промышленников и предпринимателей
Росси́йский сою́з промы́шленников и предпринима́телей (РСПП) — общероссийская общественная организация, представляющая интересы деловых кругов. Основана летом 1990 года (до 1992 года — Научно-промышленный союз) по аналогии с существовавшим в начале XX века Союзом промышленных и торговых предприятий Российской империи. Юридически оформлен как общероссийское объединение работодателей (ООР «РСПП») и как общероссийская общественная организация (ООО «РСПП»). Получил в СМИ прозвище «профсоюз олигархов».

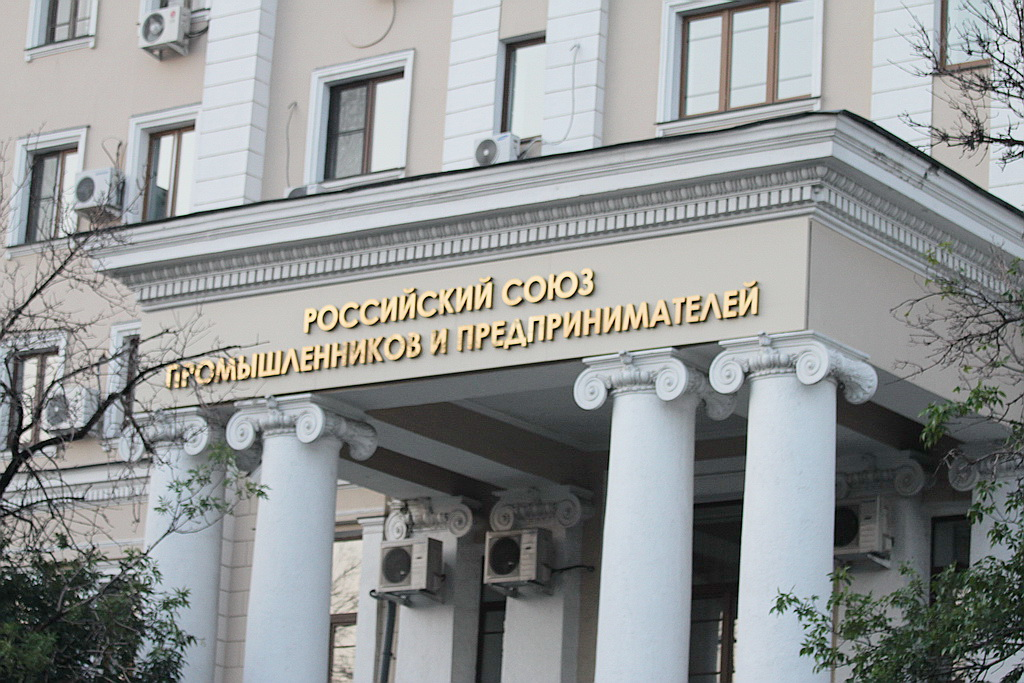
Здание союза

Среди декларируемых целей РСПП — консолидация усилий промышленников и предпринимателей России, направленных на улучшение деловой среды, повышение статуса российского бизнеса в стране и мире, содействие модернизации экономики. В своей деятельности РСПП и его члены руководствуются Уставом РСПП, Декларацией принципов деятельности РСПП, Хартией корпоративной и деловой этики, Социальной хартией российского бизнеса.
В состав РСПП входит более 100 отраслевых и региональных объединений, представляющих ключевые секторы экономики: топливно-энергетический комплекс, машиностроение, оборонно-промышленный комплекс, строительство, химическую, лёгкую и пищевую промышленность, инвестиционно-банковскую сферу, сферу услуг.
РСПП является учредителем ряда общественных организаций, например — Национальной медицинской палаты, а также одним из создателей Системы добровольной сертификации «Военный регистр».
Первым Президентом РСПП (с 1990 по 2005) был А. Вольский. В настоящее время — А. Шохин (с 2005).

## Структура РСПП
- Съезд — высший орган управления РСПП, собирается не реже одного раза в четыре года.
- Правление — постоянно действующий коллегиальный орган управления РСПП в составе 150 человек, осуществляющий общее руководство в период между съездами. Созывается не реже одного раза в полугодие.
- Бюро Правления осуществляет оперативное руководство деятельностью РСПП. Состав Бюро Правления избирается в количестве 27 человек. Заседания проводятся не реже одного раза в два месяца.
- Президент — единоличный исполнительный орган РСПП, осуществляет текущее руководство деятельностью РСПП, возглавляет Правление, Бюро Правления, председательствует на их заседаниях.

При РСПП действуют консультативные органы: Экспертный совет, Федеральный совет, Международный совет по сотрудничеству и инвестициям, Консультативный Совет женщин-лидеров и предпринимателей, Совет по нефинансовой отчетности.

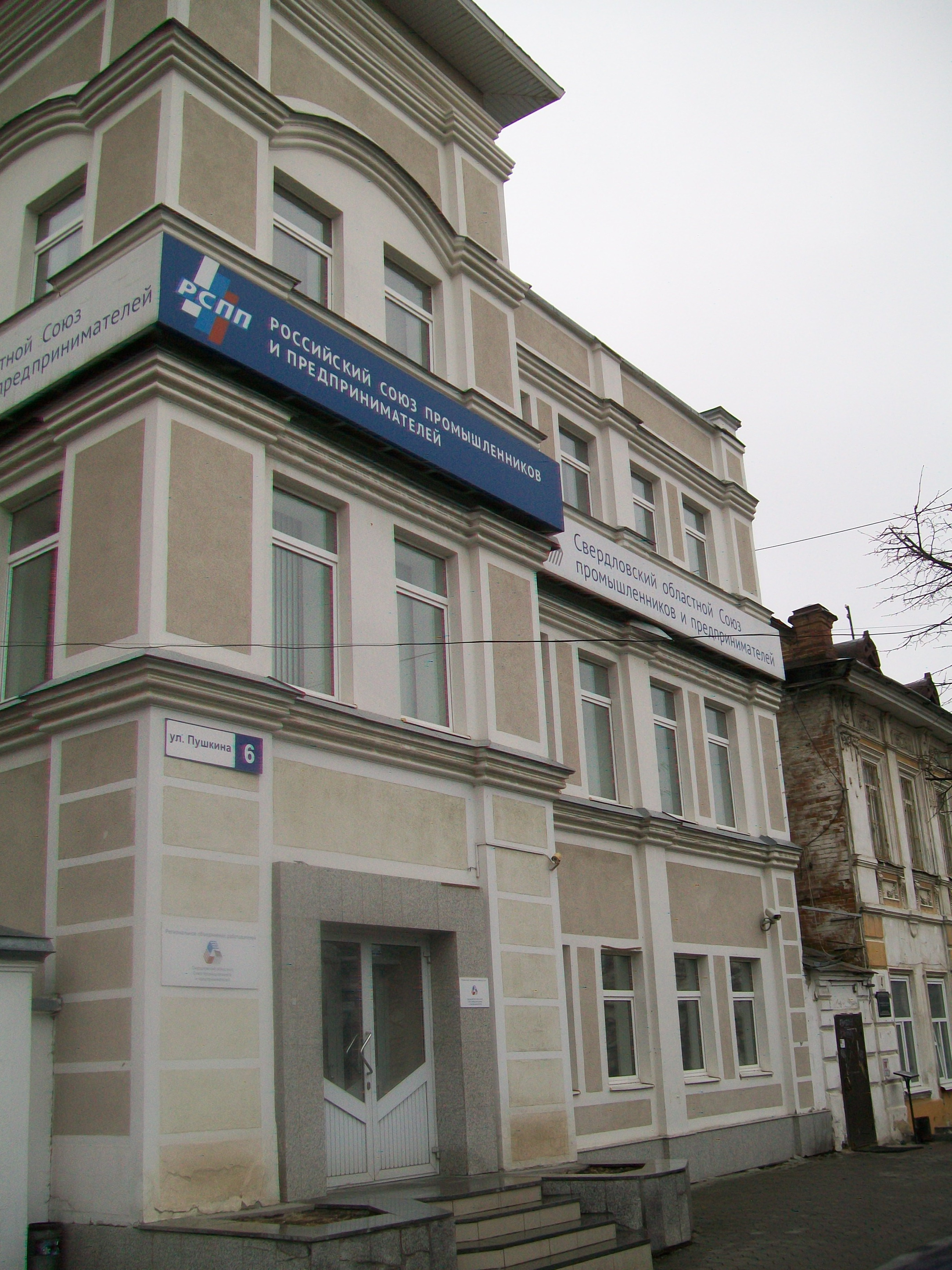
Здание отделения РСПП в Екатеринбурге

В регионах России действуют отделения РСПП, которые позиционируют себя как региональные объединения работодателей. Например, Региональное отделение РСПП Свердловской области называется Объединение «Свердловский областной союз промышленников и предпринимателей (работодателей)». Глава этого объединения Дмитрий Пумпянский одновременно является членом Бюро правления РСПП.

## Численность и финансовая деятельность
В 2004 году в Российский союз промышленников и предпринимателей входили более 328 тыс. представителей организаций. В организации существовали членские и вступительные взносы.

## Международное сотрудничество
3 апреля 2014 года в Москве состоялась встреча представителей Российского союза промышленников и предпринимателей и Федерации работодателей Украины (ФРУ). Стороны одобрили совместный меморандум, в котором отображено общее стремление сторон содействовать сохранению и развитию двусторонних торгово-экономических отношений и кооперационных связей.
В 2010 году в рамках Российско-катарского форума «Инвестиции в Уральский федеральный округ» между РСПП и Катарской ассоциацией бизнеса (QBA) был подписан меморандум о развитии экономического, торгового, инвестиционного, научно-технического сотрудничества и обмене информацией для поиска оптимальных направлений и проектов совместной работы. Этот документ – первое соглашение подобного рода между бизнесменами двух стран.
В 2015 году был подписан меморандум о сотрудничестве между РСПП и Греко-Евразийским деловым сектором (GEBC) с целью развития взаимодействия с участием деловых кругов всех стран Евразийского экономического союза.

## Бюро правления

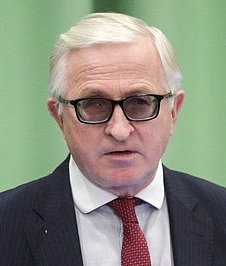
Шохин.

- Шохин, Александр Николаевич — Президент Российского союза промышленников и предпринимателей[9]
- Белозёров Олег Валентинович — Генеральный директор — Председатель Правления ОАО «РЖД»
- Березкин Григорий Викторович — Председатель Совета директоров Группы компаний ЕСН
- Богданов Владимир Леонидович — Генеральный директор ПАО «Сургутнефтегаз»
- Бокарев Андрей Рэмович — Президент АО «Трансмашхолдинг», председатель Регионального объединения работодателей «Кузбасский союз работодателей»
- Грачев Павел Сергеевич — Генеральный директор ПАО «Полюс»
- Гурьев Андрей Андреевич — Генеральный директор ПАО «ФосАгро»
- Гуцериев Микаил Сафарбекович — Председатель Совета директоров ПАО НК «РуссНефть»
- Дерипаска Олег Владимирович — Председатель Наблюдательного совета ООО "Компания «Базовый Элемент»
- Дюков Александр Валерьевич — Председатель Правления, генеральный директор ПАО «Газпром нефть»
- Евтушенков Владимир Петрович — Председатель Совета директоров ПАО АФК «Система»[10]

## Санкции
11 августа 2023 года, на фоне вторжения России на Украину, РСПП попал под блокирующие санкции США «за причастность к технологическому сектору экономики Российской Федерации», кроме того РСПП  «выступает за развитие импортозамещения и проводит совещания в поддержку ответных мер на санкции». 8 ноября 2023 года организация включена в санкционный список Великобритании против компаний поддерживающих военную экономику России

## Происшествия

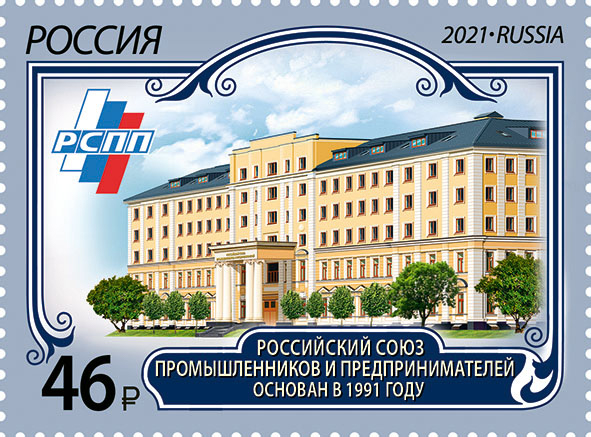
Почтовая марка. Российский союз промышленников и предпринимателей

### РСПП против «Последнего адреса»
В декабре 2020 года вице-президент РСПП Дмитрий Кузьмин опубликовал в прессе письмо, в котором выступил против деятельности «Последнего адреса», увековечивающего память жертв политических респрессий.

## Награды
- Почётный знак Российской Федерации «За успехи в труде» (3 декабря 2021 года) — за большой вклад в развитие отечественной промышленности и предпринимательства, реализацию экономической политики Российской Федерации[17].